# Coefficient de frottement
En physique, le coefficient de frottement permet d'évaluer le degré de résistance d'une surface ou d'un milieu au mouvement d'un corps.
Le coefficient de frottement peut prendre différentes formes selon que le corps subit un frottement sec ou fluide, qu'il soit en contact ou non avec une surface ou qu'il soit immobile ou en mouvement.

## Coefficients de frottement fluide

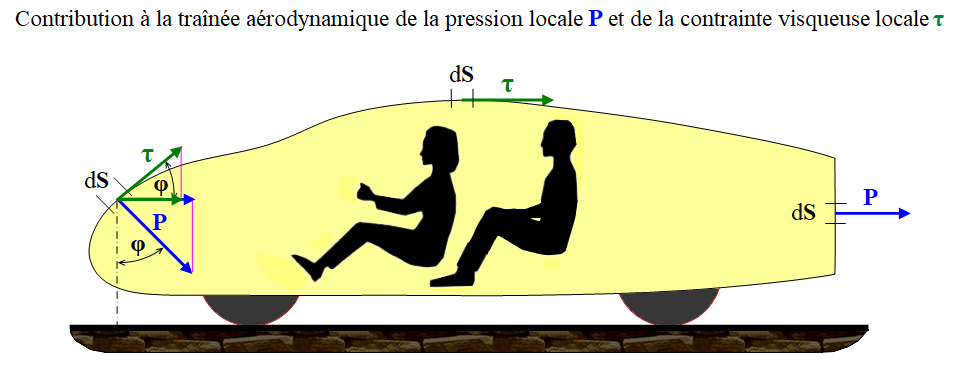
Forces de pression et forces de friction.

La traînée aérodynamique ou hydrodynamique d'un corps se décompose en traînée de pression et en traînée de frottement (ou de friction) (sur l'image ci-contre on peut voir que les forces locales résultent soit en une traînée de pression, soit en une traînée de friction).

Pour la quantification de cette traînée de frottement {\displaystyle R_{f}}, on définit le coefficient de frottement noté {\displaystyle C_{f}} s'appliquant à une surface de référence S.
{\displaystyle R_{f}=q\times S\times C_{f}}
avec q : pression dynamique de l'écoulement
et S : ladite surface de référence qui doit toujours être précisée (en général la surface mouillée du corps, mais pas forcément).

### Valeurs

#### Dans l'eau
- Couche limite turbulente : En 1957, la conférence ITTC (International Towing Tank Conference) a adopté une  ligne de corrélation[1] donnant le {\displaystyle C_{f}} en fonction du Reynolds de l'écoulement, cet écoulement se faisant avec une couche limite turbulente. Cette ligne de corrélation est dessinée par la formule :

{\displaystyle C_{f}={\frac {0{,}075}{\left(\log {Re}-2\right)^{2}}}}
avec {\displaystyle \log {Re}} : logarithme décimal du nombre de Reynolds {\displaystyle ={\frac {V\cdot L}{\nu }}}
avec {\displaystyle V}, la vitesse en m/s, {\displaystyle L}, une longueur de référence du corps (ici la longueur de flottaison ou la corde du profil) en m, et {\displaystyle \nu }, la viscosité cinématique = {\displaystyle 1{,}141\times 10^{-6}\ {\rm {m^{2}/s}}} pour l'eau à 15 °C.
- correction pour la rugosité

Δ{\displaystyle C_{f}} s'ajoute au {\displaystyle C_{f}}

#### Dans l'air
Voir l'article détaillé Couche Limite qui donne la valeur des {\displaystyle C_{f}} ainsi que leurs ordres de grandeur.